# Iuliu-Alin Udriște
Iuliu-Alin Udriște (n. 9 martie 1981) este un politician român care a ocupat funcția de deputat în legislatura 2020-2024 din partea PNL.
Acesta l-a înlocuit pe Virgil Popescu ca urmare a demisiei din funcția de deputat.

## Controversă
Pe 4 iunie 2025 Alin Udriște  a fost trimis în judecată de Parchetul General pentru conducere a unui vechiul cu permisul suspendat.